# Astrophytum myriostigma v. nudum

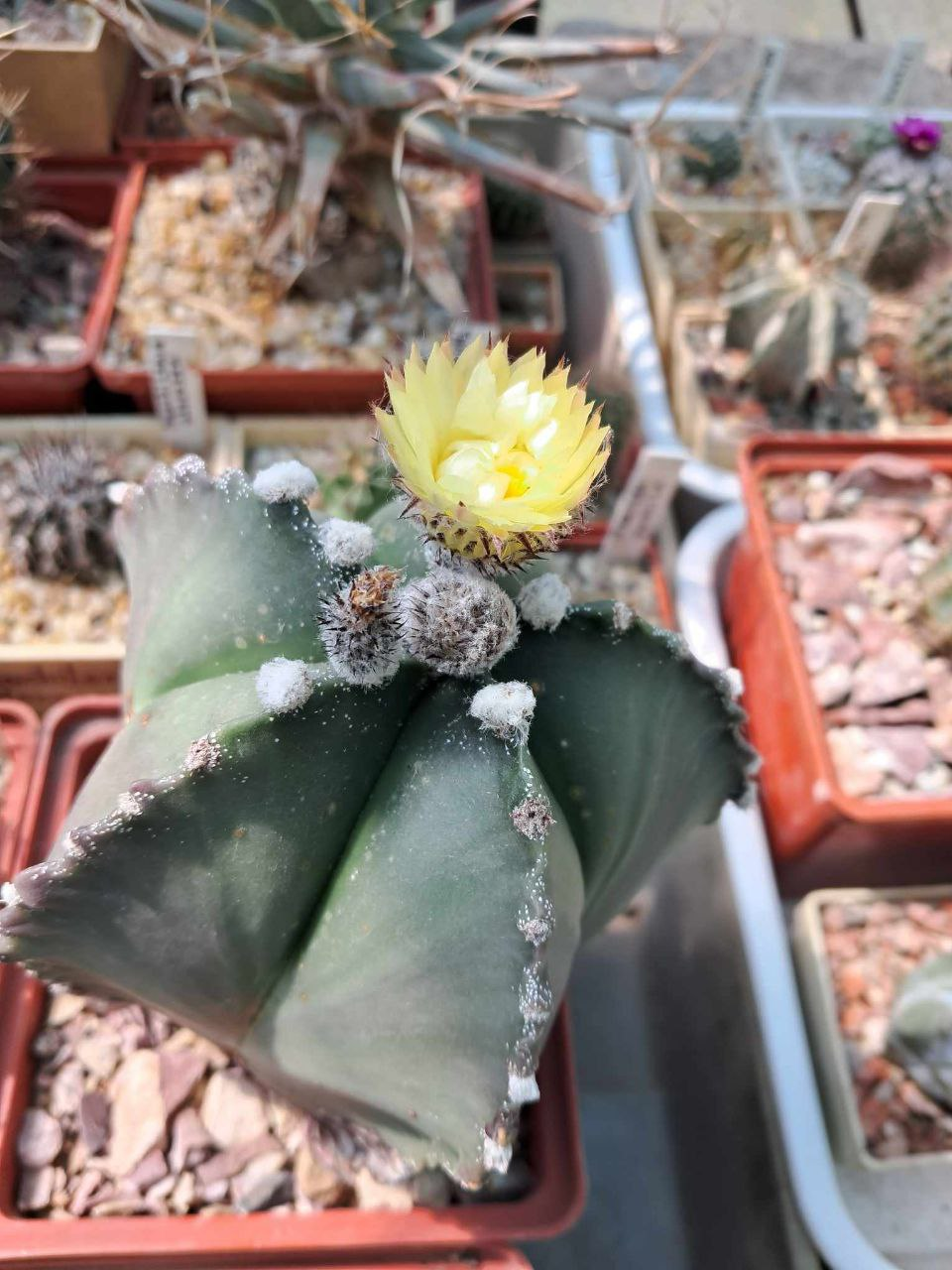
Astrophytum myriostigma v. nudum

Astrophytum myriostigma v. nudum (укр. Астрофітум багатокрапковий, сорт «голий») є різновидом Astrophytum myriostigma, що походить із Мексики. Латинський термін «nudum» вказує на те, що цей різновид не має або має зменшені ознаки, які типово присутні у виду. У цьому випадку «nudum» означає, що рослини цього сорту не мають білих цяток або плям, які зазвичай зустрічаються на поверхні стандартного Astrophytum myriostigma.
Сорти всередині виду можуть виникати внаслідок природних мутацій або селективного розведення. Особливо виділяються і цінуються культивари з Японії. У випадку Astrophytum myriostigma v. nudum відсутність типових білих плям робить його візуально відмінним від стандартного сорту Astrophytum myriostigma.